# Bristowia afra
Bristowia afra là một loài nhện trong họ Salticidae.
Loài này thuộc chi Bristowia. Bristowia afra được Szüts miêu tả năm 2004.